# Robert Bart
Pour les articles homonymes, voir Bart.
Robert Bart (né le 21 juin 1930 à  Merville et mort le 15 janvier 2003 à Lille) est un athlète français, du C.A. Montreuil, spécialiste du 400 mètres haies.
Il participe aux Jeux olympiques d'été de 1952 à Helsinki où il atteint les quarts de finale du 400 m haies. Avec l'équipe du relais 4 x 400 mètres composée également de Jean-Pierre Goudeau, Jacques Degats et Jean-Paul Martin-du-Gard, il se classe 6e de la finale, établissant à cette occasion un nouveau record de France.
Il est sacré champion de France du 400 m haies en 1952 et 1954.
En 1955, il décroche la médaille d'argent du 400 m haies lors des Jeux méditerranéens à Barcelone, devancé par son compatriote Guy Cury.